# Gaffargaon
Gaffargaon è un sottodistretto (upazila) del Bangladesh situato nel distretto di Mymensingh, divisione di Mymensingh. Si estende su una superficie di 401,16 km² e conta una popolazione di 430.746  abitanti (censimento 2011).